# Bellevalia koeiei
Bellevalia koeiei är en sparrisväxtart som beskrevs av Karl Heinz Rechinger. Bellevalia koeiei ingår i släktet Bellevalia och familjen sparrisväxter. Inga underarter finns listade i Catalogue of Life.